# Niepamięć następcza
Niepamięć następcza (gr. i łac. amnesia anterograda) – jeden z rodzajów utraty pamięci dotyczący wydarzeń, które zaistniały po wystąpieniu amnezji. Jej powodem może być zażycie zbyt dużej ilości leków, uzależnienie od alkoholu czy depresja. Niepamięć następczą można stwierdzić, kiedy po odzyskaniu przytomności chory mówi coś, lecz zaraz o tym zapomina.